# حكومة ليتوانيا المؤقتة

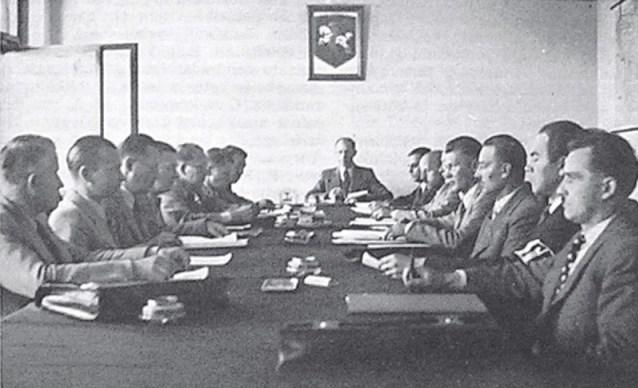
جلسة للحكومة المؤقتة في ليتوانيا برئاسة خوزاس أمبرازيفيتش في كاوناس، ليتوانيا، 1941

الحكومة المؤقتة في ليتوانيا ( (بالليتوانية: Laikinoji Vyriausybė)‏ كانت حكومة مؤقتة تهدف إلى استقلال ليتوانيا خلال الأيام الأخيرة للاحتلال السوفيتي والأسابيع الأولى من الاحتلال النازي الألماني في عام 1941.
تم تشكيلها سرا في 22 أبريل 1941، أعلن في 23 يونيو 1941، وتم حلها في 5 أغسطس 1941. تم تشكيلها من أعضاء الجبهة الناشطة الليتوانية (LAF) في كاوناس وفيلنيوس.

## التاريخ

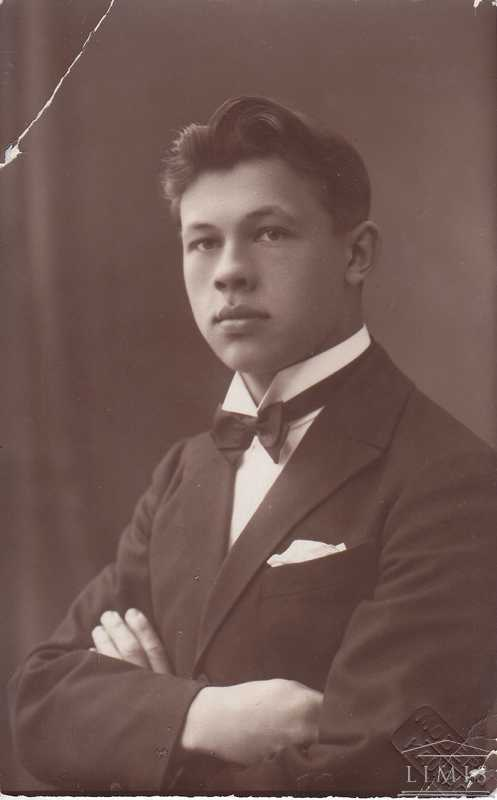
خوزاس أمبرازيفيتش-برازيتيس، رئيس وزراء الحكومة المؤقتة

تم تأكيد الحكومة المؤقتة في 22 يونيو، في بداية انتفاضة يونيو.

## مجلس الوزراء
الأشخاص الذين كان من المفترض أن يكونوا في الحكومة:
- رئيس الوزراء: العقيد كازيس شكيربا (وضع قيد الإقامة الجبرية في برلين )
- الدفاع: الميجور فيتوتاس بولفيوس (اعتقله الروس في 2 يونيو / حزيران، أُعدم في نوفمبر / تشرين الثاني) ، ثم الجنرال ستاسيس راشتيكيس
- الشؤون الخارجية: Rapolas Skipitis (لم يتمكن من مغادرة برلين)
- الشؤون الداخلية: فلاداس ناسيفيتش (اعتقله السوفييت في 21 يونيو، ونفي في وقت لاحق إلى سيبيريا)
- تعليم: البروفيسور خوزاس أمبرازيفيتش (شغل منصب رئيس الوزراء بعد تحرير ليتوانيا في ثورة يونيو)
- المالية: جوناس Matulionis
- الصحة Ksaveras Vencius
- التجارة: فيتوتاس ستاتكوس (اعتقله السوفييت في 21 يونيو، ونفي في وقت لاحق إلى سيبيريا)
- الصناعة: الطبيب الطبيب Adolfas Damušis
- الزراعة: أستاذ Balys Vitkus
- الضمان الاجتماعي: دكتور جوزاس باجوجيس-جافيس
- البنية التحتية: المهندس فيتوتاس Landsbergis-kemkalnis
- اتصال: جوناس ماسيلياس (اعتقله السوفييت في 21 يونيو، ونُفي فيما بعد إلى سيبيريا)
- مراقب الدولة: جوناس فايناوسكاس (اعتقله السوفيت في 21 يونيو)